# 喜名哲裕
喜名 哲裕（きな てつひろ、1976年12月10日 - ）は、沖縄県那覇市出身の元サッカー選手、サッカー指導者。ポジションはミッドフィールダー（MF）。

## 来歴
1992年に那覇西高校へ進学。1994年度の全国高校選手権では、ドリブルで50メートルを独走してゴールするなど 中盤で鮮烈な印象を残し ベスト8入り。優秀選手に選出された。
1995年に高校を卒業し、Jリーグ・名古屋グランパスエイトへ加入。石川研に次いで沖縄から2人目、フィールドプレーヤーとしては沖縄初のJリーガーとなった。アーセン・ベンゲル監督による抜擢の下、同年6月のベルマーレ平塚戦でプロ初出場を果たし、翌1996年にはカップ戦含め38試合に出場する活躍ぶりを見せていたが、その後は右膝怪我との戦いが続き、1998年にはオランダへ渡って長期リハビリに臨むことになるなど 2年もの間プレーから遠ざかった。
2000年、FC東京へ期限付き移籍。2001年に完全移籍へ移行。中盤底の位置から、劣勢時に的確なボール保持と展開力で試合の流れを引き戻す 攻撃のジョーカー役として重宝された。しかし2002年より宮沢正史の台頭を受け、出場機会を激減させていた。
2004年以降、大宮アルディージャ、アビスパ福岡、東京ヴェルディ1969 とJ2所属クラブを渡り歩いた。2005年には古傷の右膝を手術。
2007年、JFL・ロッソ熊本（後のロアッソ熊本）へ移籍。中盤でゲームをコントロールする役割を与えられ、同年のリーグ準優勝及びJ2昇格に貢献した。2008年は2年ぶりとなるJ2での戦いとなったが、中盤での展開力は健在で、左右にボールを散らし攻撃の起点となった。2009年は右膝関節の手術によって出遅れたことから 1試合の出場に留まり、同年を持って熊本を退団。
2010年からは地元沖縄の海邦銀行SCでプレー。2011年にB級コーチライセンスを取得。2012年8月末に引退セレモニーが行われた。2016年より新設のFC琉球U-18ユース監督に就任。
2021年10月20日、樋口靖洋に代わってFC琉球の監督に就任し、リーグ戦残り8試合の指揮を執ることになった。沖縄県出身者としては初のJリーグ監督となる。同月22日に行われた就任会見には沖縄県サッカー協会会長も同席した。11月27日、2021年シーズン終了を待たずに2022年シーズンの契約を締結し、引き続き監督を務めることが決定した。
2022年6月8日、6月6日付での解任が発表された。
同年11月15日、2023年シーズンのアカデミーアドバイザーならびに強化部スポーツダイレクター補佐に就任と発表された。
2023年5月16日、FC琉球の暫定監督に就任する。同年6月14日、正式に監督に就任した。
2023年12月21日、2024年シーズンより大宮アルディージャヘッドコーチに就任。

## 所属クラブ
- 高良FC (那覇市立高良小学校)[9]
- 那覇市立小禄中学校[2]
- 沖縄県立那覇西高等学校[2]
- 1995年 - 2000年 名古屋グランパスエイト
  - 2000年 FC東京 (期限付き移籍)
- 2001年 - 2003年 FC東京
- 2004年 大宮アルディージャ
- 2005年 アビスパ福岡
- 2006年 東京ヴェルディ1969
- 2007年 - 2009年 ロッソ熊本 / ロアッソ熊本
- 2010年 - 2011年 海邦銀行SC

## 個人成績
| 国内大会個人成績 | 国内大会個人成績 | 国内大会個人成績 | 国内大会個人成績 | 国内大会個人成績 | 国内大会個人成績 | 国内大会個人成績 | 国内大会個人成績 | 国内大会個人成績 | 国内大会個人成績 | 国内大会個人成績 | 国内大会個人成績 |
| 年度             | クラブ           | 背番号           | リーグ           | リーグ戦         | リーグ戦         | リーグ杯         | リーグ杯         | オープン杯       | オープン杯       | 期間通算         | 期間通算         |
| 年度             | クラブ           | 背番号           | リーグ           | 出場             | 得点             | 出場             | 得点             | 出場             | 得点             | 出場             | 得点             |
| 日本             | 日本             | 日本             | 日本             | リーグ戦         | リーグ戦         | リーグ杯         | リーグ杯         | 天皇杯           | 天皇杯           | 期間通算         | 期間通算         |
| ---------------- | ---------------- | ---------------- | ---------------- | ---------------- | ---------------- | ---------------- | ---------------- | ---------------- | ---------------- | ---------------- | ---------------- |
| 1995             | 名古屋           | -                | J                | 5                | 0                | -                | -                | 0                | 0                | 5                | 0                |
| 1996             | 名古屋           | -                | J                | 24               | 1                | 13               | 0                | 1                | 0                | 38               | 1                |
| 1997             | 名古屋           | 12               | J                | 26               | 0                | 7                | 1                | 0                | 0                | 33               | 1                |
| 1998             | 名古屋           | 12               | J                | 0                | 0                | 0                | 0                | 0                | 0                | 0                | 0                |
| 1999             | 名古屋           | 12               | J1               | 0                | 0                | 0                | 0                | 0                | 0                | 0                | 0                |
| 2000             | FC東京           | 23               | J1               | 22               | 0                | 1                | 0                | 1                | 0                | 24               | 0                |
| 2001             | FC東京           | 23               | J1               | 23               | 0                | 3                | 0                | 1                | 0                | 27               | 0                |
| 2002             | FC東京           | 23               | J1               | 12               | 0                | 0                | 0                | 0                | 0                | 12               | 0                |
| 2003             | FC東京           | 23               | J1               | 0                | 0                | 0                | 0                | 0                | 0                | 0                | 0                |
| 2004             | 大宮             | 6                | J2               | 15               | 0                | -                | -                | 0                | 0                | 15               | 0                |
| 2005             | 福岡             | 34               | J2               | 19               | 0                | -                | -                | 0                | 0                | 19               | 0                |
| 2006             | 東京V            | 22               | J2               | 16               | 0                | -                | -                | 1                | 0                | 17               | 0                |
| 2007             | 熊本             | 8                | JFL              | 25               | 0                | -                | -                | 1                | 0                | 26               | 0                |
| 2008             | 熊本             | 8                | J2               | 30               | 0                | -                | -                | 0                | 0                | 30               | 0                |
| 2009             | 熊本             | 8                | J2               | 1                | 0                | -                | -                | 0                | 0                | 1                | 0                |
| 2010             | 海銀             | 7                | 九州             | 6                | 0                | -                | -                | -                | -                | 6                | 0                |
| 2011             | 海銀             | 7                | 九州             | 2                | 0                | -                | -                | 1                | 0                | 3                | 0                |
| 通算             | 日本             | 日本             | J1               | 112              | 1                | 24               | 1                | 3                | 0                | 139              | 2                |
| 通算             | 日本             | 日本             | J2               | 81               | 0                | -                | -                | 1                | 0                | 82               | 0                |
| 通算             | 日本             | 日本             | JFL              | 25               | 0                | -                | -                | 1                | 0                | 26               | 0                |
| 通算             | 日本             | 日本             | 九州             | 8                | 0                | -                | -                | 1                | 0                | 9                | 0                |
| 総通算           | 総通算           | 総通算           | 総通算           | 226              | 1                | 24               | 1                | 6                | 0                | 256              | 2                |

その他の公式戦
- 1996年
  - サントリーカップ 2試合0得点
- 1997年
  - サンワバンクカップ 1試合0得点

国際試合
- 1996 アジアカップウィナーズカップ 5試合1得点

出場歴
- Jリーグ初出場 - 1995年6月17日 サントリーシリーズ第17節 vsベルマーレ平塚 (平塚)[2]
- Jリーグ初得点 - 1996年3月16日 Jリーグ第1節 vsベルマーレ平塚 (瑞穂陸)[2]
- Jリーグ100試合出場 - 2001年11月24日 J1 2ndステージ第15節 vs東京ヴェルディ (東京ス)

## 指導歴
- 2011年 - 2013年 Wウイング沖縄JFC 監督（Wウイング沖縄FC コーチ兼任）[23]
- 2013年 - 2015年 Wウイング沖縄FC 監督[23]
- 国民体育大会サッカー競技沖縄県成年選抜 ヘッドコーチ / 監督
- 海邦銀行SC コーチ
- 2016年 - 2023年9月 FC琉球
  - 2016年 U-18 監督[23]
  - 2017年 - 2021年10月 トップチーム ヘッドコーチ
  - 2021年10月 -  2022年6月 トップチーム 監督
  - 2023年 - 同年6月 アカデミーアドバイザー 兼 強化部スポーツダイレクター補佐
    - 2023年5月 トップチーム 暫定監督

  - 2023年6月 - 同年9月 トップチーム 監督
- 2024年 - 大宮アルディージャ / RB大宮アルディージャ ヘッドコーチ

## タイトル

### クラブ
名古屋グランパスエイト
- 天皇杯 (1999年)

### 個人
- 全国高等学校サッカー選手権大会 優秀選手 (1994-95年)